# 台灣鼴鼠
台灣鼴鼠（學名：Mogera insularis insularis）又稱高砂鼴鼠、穿地鼠、悶鼠、逩地龍，是小缺齿鼴的指名亚种，為台灣特有亞種。分布在台灣本島平地和中高海拔山區。
台灣鼴鼠最早記錄於1862年，由英國外交官史溫侯（Swinhoe）發現，命名為“Talpa insularis”。之後鼴鼠科內的屬名重整，學名改為“Mogera insularis insularis”。